# Спати на сонці
Спати на сонці (ісп. Dormir al sol) — роман аргентинського письменника Адольфо Біой Касареса. Оригінальне видання вийшло іспанською мовою в 1973 році. У романі поєднується реалістичне зображення дрібнобуржуазного життя в одному з районів Буенос-Айреса з сюжетом, що переходить у фантастичність і торкається питання людської ідентичності. У центрі його історії, яка розгортається в сьогоденні, — спроба люблячого чоловіка зрозуміти зміну особистості своєї дружини, яка дедалі більше тривожить. З одного боку, критики сприйняли книгу як соціально-критичну притчу, яку можна витлумачити й політично, а з іншого боку, вони охарактеризували її як суто літературний витвір без певного посилу. У 2010 році вийшла аргентинська екранізація.

## Сюжет
Роман здебільшого розповідається як лист головного героя Лусіо Борденава до його знайомого Фелікса Рамоса, з невеликою частиною як розповідь Рамоса. Буенос-Айрес впізнається як місце дії завдяки різним назвам локацій (Парк Сааведра, Площа Ірландії тощо). Часові рамки точно не визначені, але дія здебільшого відбувається в останні тижні року, під Різдво та Новий рік. Повсякденні предмети та заняття (наприклад, бразилійське телебачення) вказують на сьогодення на момент виходу роману (1973).

### Перша частина
Лусіо «Лучо» Борденаве, колишній банківський клерк, а тепер годинниковий майстер, який працює самостійно, дуже любить свою дружину Діану. Однак вона психічно дещо нестабільна, і дівчинкою деякий час перебувала в санаторії. Її нервозність і «схильність до загального незадоволення» нічого не змінюють у відданості Борденава, хоча він іноді задається питанням, що він насправді любить у Діані — чи тільки її особливо красиву зовнішність. Дітей у пари немає. Коли вони зустрічають професора Штандла, німецького оператора собачої школи, він конфіденційно просить Борденейва помістити його дружину, яка «дуже хвора», у клініку для стаціонарного лікування. Про це він робить висновок, зокрема, з нерішучості Діани, яка не змогла визначитися з жодним із цуценят із його собачої школи — це не свідчить про «людину, яка перебуває в здоровому глузді». Борденейва переконують, і Стендл оголошує, що наступного ранку він забере свою дружину та відвезе її до доктора Регера Саманієго. Після цього Борденейв, який фактично лише зобов'язався «віддати мою дружину, щоб не виглядати погано під час розмови з професором», хвилюється і навіть будує плани втечі з Діаною тієї ж ночі, яку він однак не реалізовано.
Коли Стендл забирає Діану, Діана охоче йде з ним — у Борденейва складається враження, що Стендл уже все з нею домовився. Проте, Борденав звинувачує себе. Пізніше він купує у Стендла вівчарку, яку має намір подарувати Діані, коли вона повернеться. Вона також має ім'я Діана і відразу його зачаровує. Поки Борденейв розмірковує про звільнення своєї дружини за допомогою адвоката, доктор Саманієго зв'язався по телефону. На його подив, він каже йому, що її насправді можна відпустити як вилікувану. Саманієго закликає Борденейва не пропускати «звички та особливості», від яких його дружина, можливо, відмовилася. Вона змінилася на свою користь, і тепер Борденейву довелося «придушити свою схильність знову захворіти» або знову «заразити» її хворобою, яку вона частково передала йому. Саманієго навіть припускає, що самого Борденава можна лікувати як стаціонарного пацієнта.

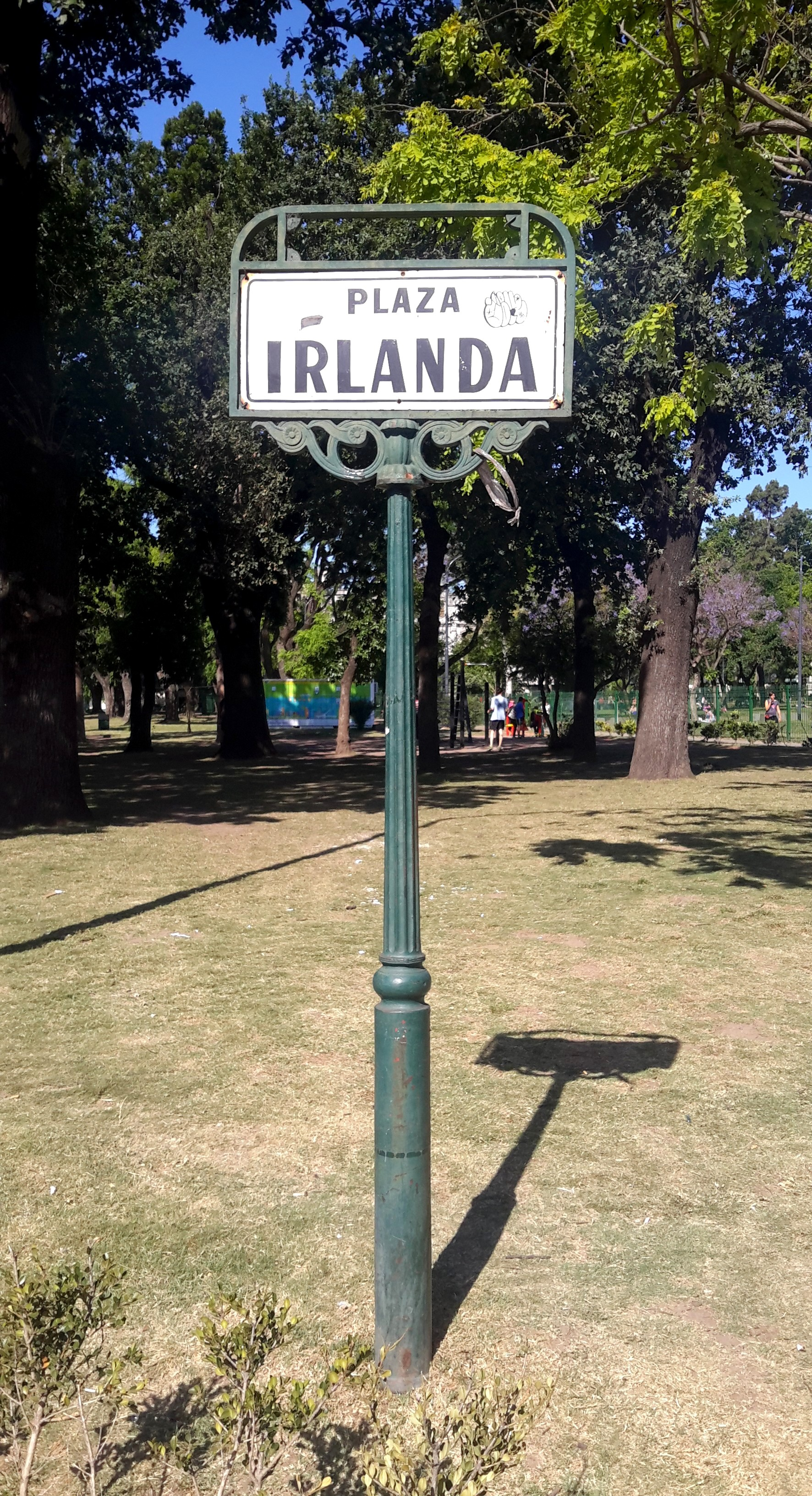
Плаза Ірландія

Насправді Борденейв бачить свою дружину зовсім іншою — ніжною та люблячою, зовсім іншою, ніж до лікування. Вона також рада собаці та добре з нею ладнає. І все ж Борденейв починає сумувати за колишньою сутністю своєї дружини. Крім того, є дивні моменти, в яких Діана, здається, забула прості факти: вона хоче віднести бракований годинник до годинникаря, хоча Борденейв виконує цю роботу сам, приймає свого племінника за дивного хлопчика і, здається, більше не володіє своїми рецептами. Вона хотіла б знову відвідати Plaza Irlanda з Bordenave; він виконує це бажання, хоч і відчужено, оскільки не може зрозуміти, чому Діана нещодавно так зацікавилася саме цим місцем. Сеферіна, економка Борденавів, дуже підозріло ставиться до зміни особистості Діани, і одного разу за відсутності Діани переглядає її речі. Борденейв протестує, але погоджується. Чеферіна знаходить фотографію дівчини років двадцяти з написом «Згадка про площу Ірландії». Оскільки Борденейв погано спав, Діана приносить йому снодійне, коли повертається додому. Здається, вона дуже хоче, щоб він це зробив. Борденейв лише прикидається та спостерігає, як Діана вночі нишпорить у його ящиках, поки не знаходить те, що шукала: своє генеалогічне дерево, на яке вона, здається, дивиться з великим інтересом.
Нервовий і стурбований Борденейв шукає доктора Саманієго, щоб сказати йому, що він «більше не може впізнати свою дружину». Вона стала кимось іншим. Обоє захоплюються. Коли Борденейв оголошує, що, враховуючи небажання Саманьєго вирішувати його проблеми, він хоче сам поговорити зі своєю дружиною, щоб «вирвати з неї правду», Саманьєго уколює його шприцом, і Борденейв прокидається в кімнаті санаторію. Там його тепер, мабуть, також піддадуть лікуванню проти його волі. Він починає записувати свою історію і приносить її своєму знайомому Феліксу Рамосу від медсестри на ім'я Паула, яка добре до нього ставиться. За допомогою Паули йому нарешті вдається втекти з установи. доктор Саманєго відвідує будинок Борденейва і наполягає, що його не закривали; зрештою, він не висловлював бажання піти. У клініці йому зробили «відпочинок і зміцнення». Зараз Діана повернулася в клініку, де він може її побачити. Заспокоєний Борденейв фактично слідує за Саманьєго назад до клініки.
У кабінеті Саманєго цей Борденейв тепер пояснює причину зміни характеру Діани. Він, Саманьєго, розробив ліки для відпочинку, натхненні його методом сприяння сну. Кожного разу він уявляє собі собаку, «що спить на сонці, на плоту, що повільно пливе по широкому тихому потоці». Потім він засинає. Тому він дійшов висновку, «що немає кращого відпочинку для людини, ніж занурення у світ тварин». Душу людини можна було ізолювати і пересадити в інше тіло. Лікування відпочинку Діани тепер має складатися з імплантації її душі в гончу собаку на певний період часу. Коли вона втекла, Саманієго спочатку був у розгубленості, але потім знайшов смертельно хвору молоду жінку, яка жила на площі Ірландії та була готова пересадити свою душу в тіло Діани, щоб вижити. Тож Діана повернулася до Борденейва з площі Ірландія з душею жінки. Усе, що вона знала про нього та свою сім'ю, — це те, що Саманьєго та його люди змогли зібрати разом і навчити її.
Борденав обурено відреагував на ці заяви і попросив Саманьего повернути йому дружину. Насправді, за словами Саманієго, собаку вже знайшли. Однак Саманьєго робить лише одну пропозицію Борденейву, яку той не хоче приймати: він більше не може або не хоче забрати душу жінки в тілі Діани. Однак він міг використати душу Діани для іншої, молодшої, але психічно хворої жінки. Борденаву довелося вибирати. Він не хоче нічого про це знати і кидається на лікаря: "Ти хворий! Хворий — це ти! Знову Саманьєго заспокоює його ін'єкцією. Борденав знову прокидається в кімнаті санаторію. Медсестра Паула лише ухильно відповідає на його запитання, чи допоможе вона йому, коли він знову спробує втекти. Йому треба поквапитися з доповіддю, бо завтра її переведуть на інший поверх. З думками Борденава про те, що, можливо, ще не пізно переконати Саманьєго «помістити душу дівчини з Полощі Ірландія в тіло інших, а мою дружину — в тіло, яке належало їй», він закінчує звіт.

### Друга частина
Друга частина «Фелікс Рамос» охоплює лише кілька сторінок. Рамос розповідає, як раніше отримавши «заплутаного, жахливого листа» від Борденейва, пес приніс йому ще документи, підписані Борденейвом. Цей пес, який намагався за допомогою передніх лап повернути ручку дверей Рамоса, продемонстрував винятковий для тварини розум. Незабаром після цього собаку забрав працівник кінологічної школи — він утік. Рамос телефонує до психіатричної лікарні та розмовляє з медсестрою Паулою, яка запитує його, чи отримав він документи. Коли він підтверджує, що собака принесла її, вона кричить: «Бідне цуценя! Моє любе цуценя!». Через двадцять днів у Рамоса з'являється стара економка Борденава, Чеферіна. Вона схвильовано кричить: «Той, що повернувся, не Лучо! Той, що повернувся, не Лучо!» — і падає мертвою.
Рамос користується поминками Чеферіни, щоб побачити Борденейва. Він настільки байдужий до нього, що Рамос шукає «притулок» у групи друзів неподалік. Роман закінчується тим, що Рамос спостерігає за молодою дівчиною з коротким волоссям, яка кричить на Діану, щоб вона покинула свій дім, де їй нема чого робити. Борденейв і Стендл виставляють дівчину на вулицю. Рамос помічає шрам і на шиї дівчини, і на шиї Борденава. Він вирішує «забути на час» справу, яка здається йому заплутаною і зловісною.

## Біографічна історія та контекст роботи
Коротка автобіографія Біой Касарес, опублікована в збірці «Матеріали з латиноамериканської літератури» 1976 року, розкриває зв'язок автора з собаками протягом усього життя. Він надає нотаткам про своїх собак порівнянну вагу, як, наприклад, його читання. Для 1971 року він зазначає: «Читання: оповідання Полана, Вольтера, Le siècle Louis XIV, Le siècle Louis XV, Charles XII de Suède. У будинок заходить сучка Діана» У 1918 році (тобто у віці близько чотирьох років) він виграв у розіграші «собаку на ім'я Габріель». «Наступного дня його вже немає вдома. Мені кажуть, що я мріяв». Він згадує ще одного собаку Аякса, який прийшов до будинку в 1931 році і помер у 1942 році.
У «Спати на Сонці» Біой Касарес посилається на свій попередній роман «Сон героїв». Посилання зроблено в тому, що Лусіо Борденаве читає газетний звіт, який, здається, розгортає сюжет «Мрії героїв», але водночас ніби змінює його. У той час як у «Снах героїв» переодягнена (пізніше) дружина головного героя рятує його від убивства під час балу-маскараду, тепер її називають його вбивцею. За словами Маттіаса Гаусмана у збірці есе, пізніший роман «представляє можливу іншу інтерпретацію попереднього».

## Відгуки
У рецензії в 1976 році, у рік публікації німецького перекладу, Петер Джокостра писав у швейцарській газеті Die Tat: «Якби не знав Кафку, моторошна сцена у „Соні на сонці“ була б клінікою доктора Саманьєго, де душі психічних хворих пересаджують собакам, немислимо». Борденав, який у романі звинувачує себе в недостатній і належній любові до Діани, «винен, бо забув її душу». Це актуальна тема Біоя Касареса, «яка лейтмотивом проходить через усі його книжки й надає їм глибини, неймовірної бездонності». Роман фантастичний, але ефекту досягає реалістичними прийомами. Цитуючи вигук Борденава «Ти хворий!», Джокостра робить висновок, що читач повинен визнати, що суспільство хворе, «яке допускає такі практики, які вони роблять можливими, і таким чином руйнує людську душу, життя, яке дане йому не шанується».
Однак для Джона С. Мерчісона з Університету Британської Колумбії немає «особливих повідомлень»; насолода приходить від Біоя створювати гнітючу атмосферу, водночас завжди розмовляючи з точки зору Борденейва, який є абсолютно порядним і безнадійно добрим. Біой є письменником, і книга є блискуче виконаним автором tour-de-force.
Т. Джей Льюїс описує книгу як один із найкращих романів Біоя Касареса та один із найпопулярніших в Аргентині та високо оцінює англійський переклад Сюзанни Джил Левін, яка навряд чи створює враження, що це переклад.
Майкл Ресснер пише в «Історії літератури Латинської Америки», що цей роман, як і «Щоденник Свинячої війни» (Diario de la guerra del cerdo) 1969 року та «Мрія героїв» 1954 року, відкритий для політичного тлумачення. Ресснер порівнює «пересадку душі» в романі з «методами промивання мізків». Фантастичний сюжет набуває особливого ефекту «через його зв'язок із любовно деталізованим і реалістичним, майже костюмерським описаним дрібнобуржуазним світом», у якому рухаються герої. Матіас Гаусманн, який розглядає «Спати на Сонці» в збірці статей про гротеск в іспаномовній літературі, також розглядає інтерпретацію «як загальну притчу про політичні умови». За словами Гаусмана, гротескні елементи роману розкривають «критичний потенціал», і в цьому контексті можна було б запитати, «чи фантастична література не може бути чимось більшим, ніж література ухилення, як досі часто стверджують, а саме також література заангажована з політичними цілями».
В «Авторській енциклопедії Латинської Америки» «Спати на Сонці» описаний як «фантастичний тезовий роман». Він доводить, «що людська ідентичність базується не на ефемерній зовнішності, а на душі».

## Екранізація
У 2010 році вийшла екранізація аргентинського режисера Алехандро Хомскі. Фільм «Спати на Сонці» демонструвався на різних кінофестивалях, включаючи Міжнародний кінофестиваль у Карлових Варах і Міжнародний кінофестиваль у Сан-Франциско. Він був номінований на кілька нагород. У головних ролях: Луїс Мачін (Лусіо Борденаве), Естер Горіс (Діана) і Карлос Беллосо (доктор Саманьєго).